# Шахтино
Ша́хтино (до 1945 года Ак-Кобе́к; укр. Шахтине, крымскотат. Aq Köbek, Акъ Кобек) — село на юге Советского района Республики Крым, входит в состав Ильичёвского сельского поселения (согласно административно-территориальному делению Украины — Ильичёвского сельского совета Автономной Республики Крым).

## Население
| 2001 | 2014 |
| ---- | ---- |
| 546  | ↘463 |

Всеукраинская перепись 2001 года показала следующее распределение по носителям языка
| Язык             | Процент |
| ---------------- | ------- |
| русский          | 70.88   |
| крымскотатарский | 17.95   |
| украинский       | 9.52    |
| другие           | 0.18    |

### Динамика численности
| - 1805 год — 111 чел. - 1864 год — 117 чел. - 1889 год — 34 чел. - 1892 год — 214 чел. - 1900 год — 28 чел. - 1904 год — 20 чел. - 1915 год — 28/13 чел. | - 1926 год — 57 чел. - 1939 год — 249 чел. - 1989 год — 874 чел. - 2001 год — 546 чел. - 2009 год — 522 чел. - 2014 год — 463 чел. |

## Современное состояние
На 2017 год в Шахтино числится 9 улиц; на 2009 год, по данным сельсовета, село занимало площадь 65 гектаров на которой, в 230 дворах, проживало 522 человека. В селе действуют сельский клуб, библиотека-филиал № 20, фельдшерско-акушерский пункт. Шахтино связано автобусным сообщением с райцентром, Симферополем, городами Крыма и соседними населёнными пунктами.

## География
Шахтино находится в степной зоне Крыма, в присивашье, на востоке района, у границы с Кировским районом. Село лежит на правом берегу реки Мокрый Индол, в нижнем течении, на берегу Северо-Крымского канала; высота над уровнем моря — 38 м. Ближайшие сёла: Георгиевка — 0,5 километра южнее, Ильичёво в 2,7 км восточнее и Марково — в 3, км на север. Расстояние до райцентра — около 14 километрах (по шоссе), там же ближайшая железнодорожная станция — Краснофлотская (на линии Джанкой — Феодосия). Транспортное сообщение осуществляется по региональным автодорогам 35Н-582 Советский — Старый Крым и 35Н-584 Шахтино — Кировское (по украинской классификации — С-0-11425 и С-0-11427).

## История
Впервые Ак-Кобек упоминается в Камеральном Описании Крыма 1784 года, как деревня Ак гюбек Ширинского кадылыка Кефинского каймаканства. После присоединения Крыма к России (8) 19 апреля 1783 года, (8) 19 февраля 1784 года, именным указом Екатерины II сенату, на территории бывшего Крымского Ханства была образована Таврическая область и деревня была приписана к Левкопольскому, а после ликвидации в 1787 году Левкопольского — к Феодосийскому уезду Таврической области. После Павловских реформ, с 1796 по 1802 год, входила в Акмечетский уезд Новороссийской губернии. По новому административному делению, после создания 8 (20) октября 1802 года Таврической губернии, относилась к Байрачской волости того же уезда.
Согласно Ведомости о числе селении, названиях оных, в них дворов… состоящих в Феодосийском уезде от 14 октября 1805 года, в деревне Ак-Кобек числился 21 двор и 111 жителей крымских татар (на военно-топографической карте генерал-майора Мухина 1817 года обозначен Ак гюбек с 30 дворами). После реформы волостного деления 1829 года Аккобек, согласно «Ведомости о казённых волостях Таврической губернии 1829 года», отнесли к Учкуйской волости (переименованной из Байрачской). На карте 1836 года в деревне 36 дворов, как и на карте 1842 года.
В 1860-х годах, после земской реформы Александра II, деревню приписали к Шейих-Монахской волости.
Согласно «Списку населённых мест Таврической губернии по сведениям 1864 года», составленному по результатам VIII ревизии 1864 года, Аккобек — владельческая татарская деревня с 25 дворами, 117 жителями, сельской почтовой станцией и мечетью при речке Мокром Эндоле. На трёхверстовой карте Шуберта 1865—1876 года деревня Ак-Кобек обозначена с 14 дворами. Время заселения в Аккобек крымских немцев лютеран пока не установлено (видимо, это произошло в самом конце века, поскольку, согласно энциклопедическому словарю Немцы России, поселяне владели 3200 десятинами земли, а ранее деревня была безземельной), но после 4 июня 1871 года, когда были высочайше утверждены Правила об устройстве поселян-собственников (бывших колонистов)…, согласно которым образовывалась немецкая Цюрихтальская волость, Аккобек (или Вайсер Хунд) включили в её состав. В 1881 году в селении была открыта начальная немецкая школа (со сроком обучения 7 лет). Преподавались Закон Божий, немецкий и русский языки, арифметика, география, чистописание, черчение, пение. В 1891 году в школе обучалось 6 мальчиков и 2 девочки. По «Памятной книге Таврической губернии 1889 года» по результатам Х ревизии 1887 года в деревне было 8 дворов и 34 жителя. По «…Памятной книжке Таврической губернии на 1892 год» в деревне Аккобек, входившей в Нейгофнунгское сельское общество, числилось 30 жителей в 4 домохозяйствах и в безземельной деревне Аккобек, не входившей ни в одно общество, было 184 жителя, у которых домохозяйств не числилось; также записан Аккобек в списке экономий и разорённых деревень, жители коих живут в разных местах. По «…Памятной книжке Таврической губернии на 1900 год» в деревне Аккобек числилось 28 жителей в 10 дворах, в 1904 — 20. По Статистическому справочнику Таврической губернии. Ч.II-я. Статистический очерк, выпуск пятый Феодосийский уезд, 1915 год, в деревне Аккобек Цюрихтальской волости Феодосийского уезда числилось 12 дворов (9 дворов с землёй, 3 — безземельные) с немецким населением в количестве 28 человек приписных жителей и 13 «посторонних», из которых 20 мужчин и 21 женщина. Жители владели 2320 десятинами удобной земли. В хозяйствах имелось 125 лошадей, 251 вол, 72 коровы и 1123 головы овец, свиней, или коз.
После установления в Крыму Советской власти, по постановлению Крымревкома № 206 «Об изменении административных границ» от 8 января 1921 года была упразднена волостная система и село вошло в состав Ичкинского района Феодосийского уезда, а в 1922 году уезды получили название округов. 11 октября 1923 года, согласно постановлению ВЦИК, в административное деление Крымской АССР были внесены изменения, в результате которых округа были отменены, Ичкинский район упразднили, включив в состав Феодосийского в состав которого включили и село. Согласно Списку населённых пунктов Крымской АССР по Всесоюзной переписи 17 декабря 1926 года, в селе Ак-Кобек, центре Ак-Кобекского сельсовета Феодосийского района, числилось 18 дворов, все крестьянские, население составляло 57 человек, из них 41 немец и 16 русских. Постановлением ВЦИК «О реорганизации сети районов Крымской АССР» от 30 октября 1930 года (по другим сведениям 15 сентября 1931 года) Феодосийский район был упразднён и село включили в состав Сейтлерского, а с образованием в 1935 году Ичкинского — в состав нового района. По данным всесоюзной переписи населения 1939 года в селе проживало 249 человек. Вскоре после начала Великой Отечественной войны, 18 августа 1941 года крымские немцы были выселены, сначала в Ставропольский край, а затем в Сибирь и северный Казахстан.

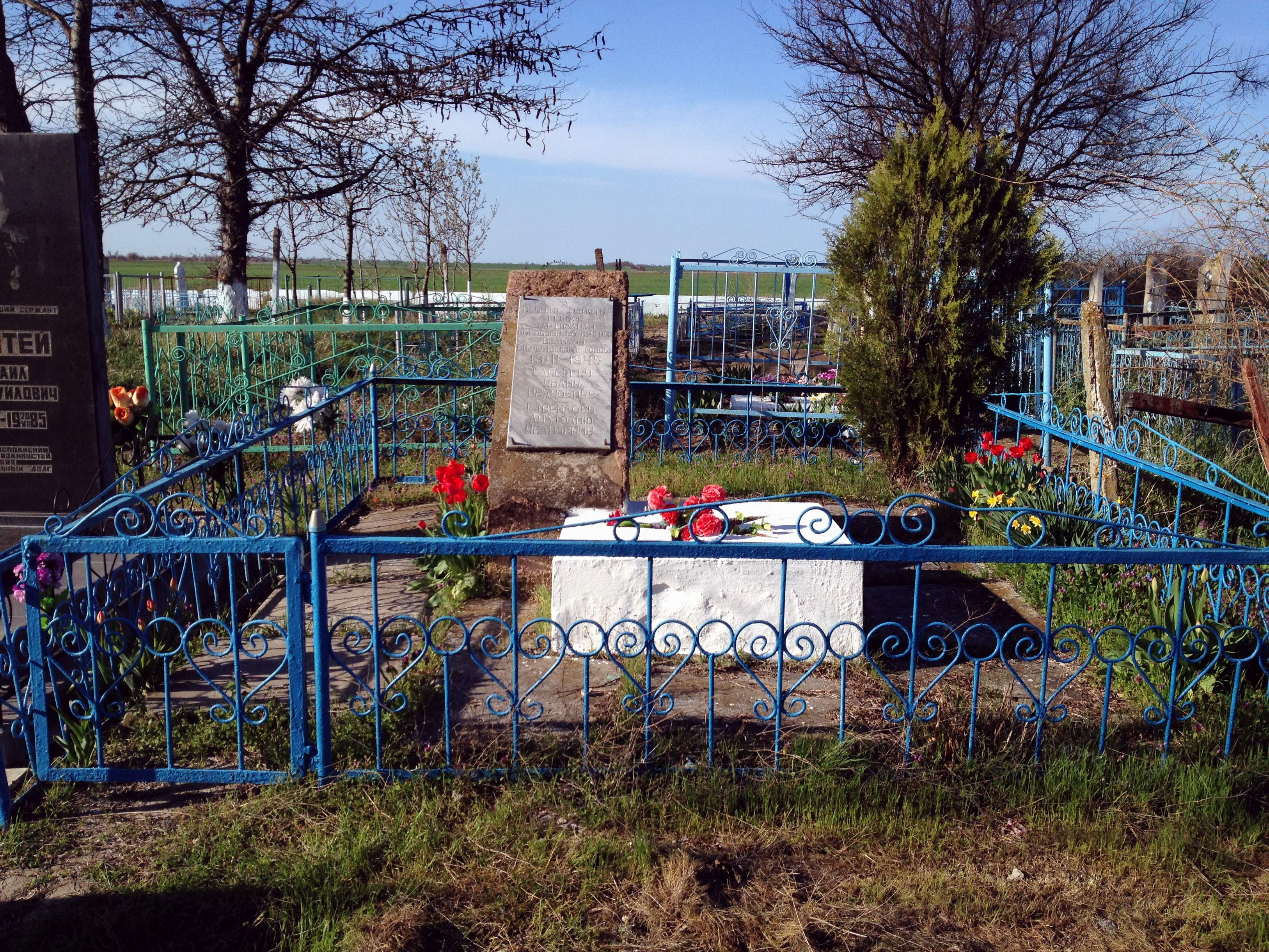
Братская могила партизан.
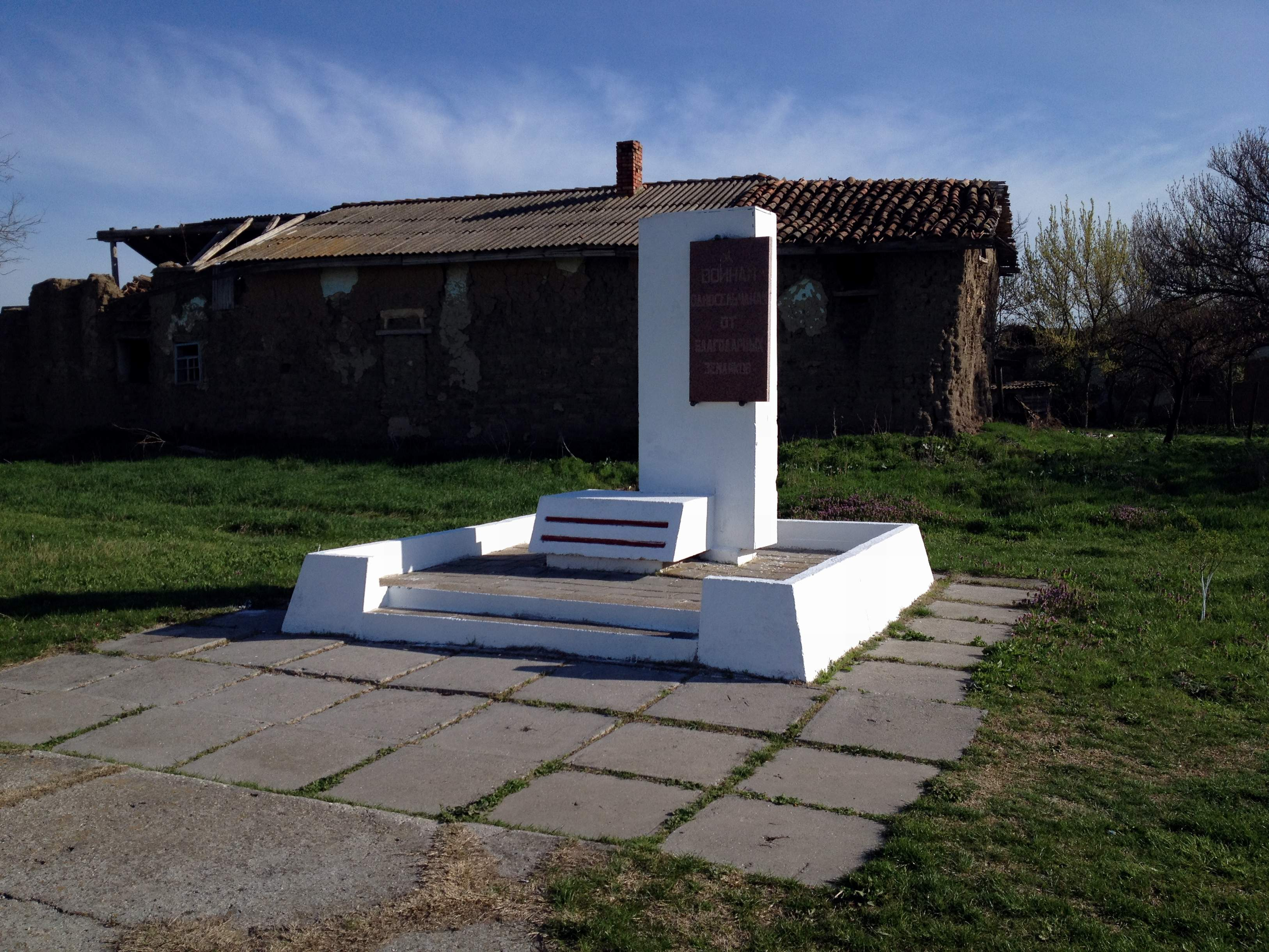
Памятник воинам-односельчанам.

В годы Великой Отечественной войны многие жители Ак-Кобека сражались на фронтах и в партизанских отрядах. В их честь в центре села у дома культуры установлен памятный знак. В 1943 году при выполнении боевого задания в окрестностях села погибли крымские партизаны Иван Иванович Елисеев и Анатолий Иванович Гаврилов. Партизан похоронили в братской могиле на местном кладбище. На могиле в 1948 году был установлен памятник, в 1987 году заменённый на современный. Постановлением Совета министров Республики Крым № 627 от 20 декабря 2016 года памятник отнесён к категории объектов культурно-исторического наследия России регионального значения.
После освобождения Крыма от фашистов, 12 августа 1944 года было принято постановление № ГОКО-6372с «О переселении колхозников в районы Крыма» и в сентябре 1944 года в район приехали первые новоселы (180 семей) из Тамбовской области, а в начале 1950-х годов последовала вторая волна переселенцев. С 1954 года областями наиболее массового набора населения стали различные области Украины. Указом Президиума Верховного Совета РСФСР от 21 августа 1945 года Ак-Кобек был переименован в Шахтино и Ак-Кобекский сельсовет — в Шахтинский. С 25 июня 1946 года Шахтино в составе Крымской области РСФСР, а 26 апреля 1954 года Крымская область была передана из состава РСФСР в состав УССР, в том же году Шахтинский сельсовет был объединён с Восточненским и создан Ильичёвский. Указом Президиума Верховного Совета УССР «Об укрупнении сельских районов Крымской области», от 30 декабря 1962 года Советский район был упразднён и село присоединили к Нижнегорскому. 8 декабря 1966 года Советский район был восстановлен и село вновь включили в его состав. По данным переписи 1989 года в селе проживало 874 человека. С 12 февраля 1991 года село в восстановленной Крымской АССР, 26 февраля 1992 года переименованной в Автономную Республику Крым. С 21 марта 2014 года в составе Крыма аннексировано Россией.